# 4427 Burnashev
4427 Burnashev è un asteroide della fascia principale. Scoperto nel 1971, presenta un'orbita caratterizzata da un semiasse maggiore pari a 3,0296234 UA e da un'eccentricità di 0,1000133, inclinata di 8,85243° rispetto all'eclittica.